# Chappell (Nebraska)
Chappell település az Amerikai Egyesült Államok Nebraska államában, Deuel megyében, melynek megyeszékhelye is. Lakosainak száma 844 fő (2020. április 1.).

## Népesség
A település népességének változása:

| 2010 | 929 |
| 2020 | 844 |